# Network-attached storage

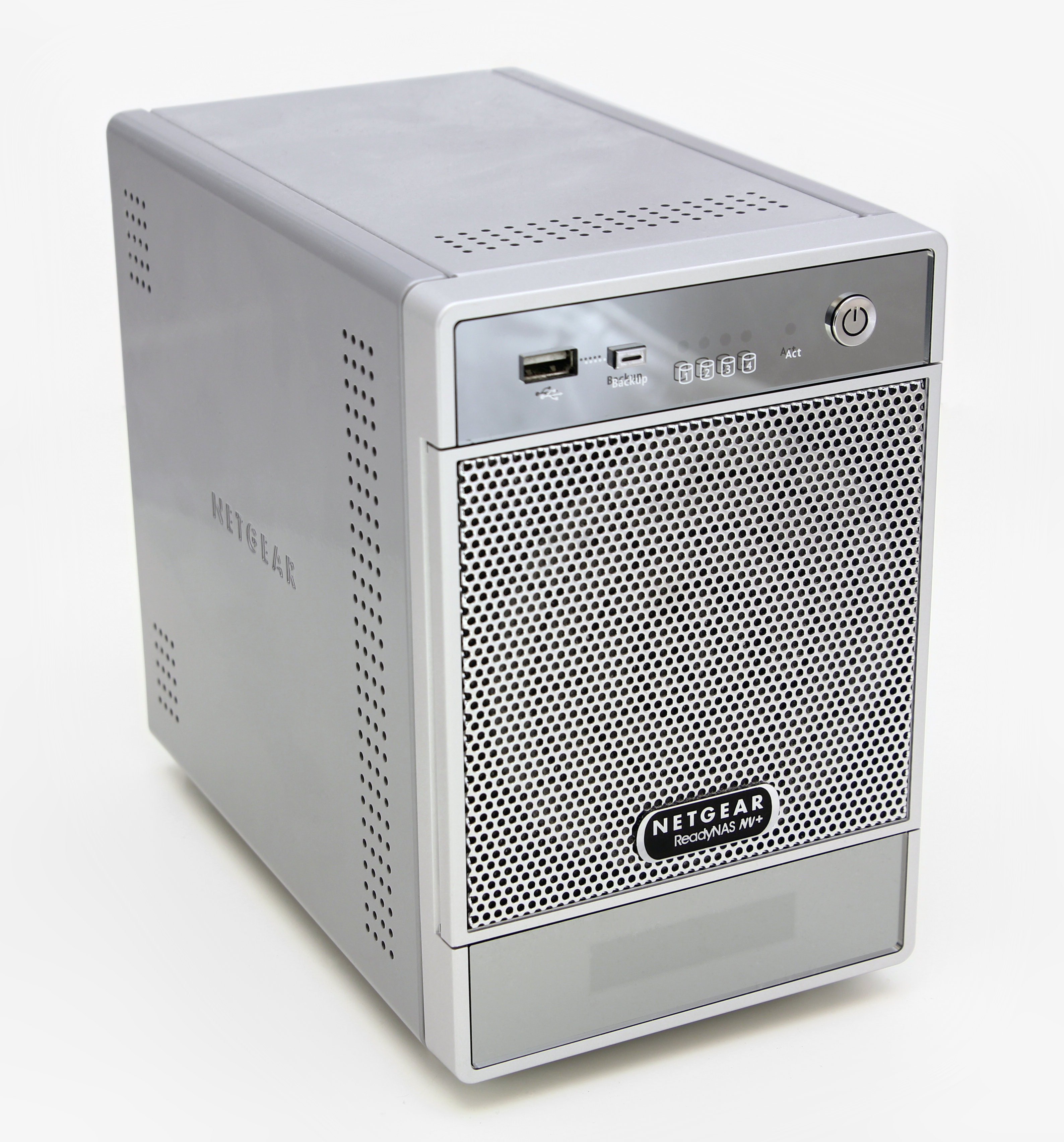
Một NAS Netgear

Network-attached storage (NAS) là một máy chủ lưu trữ dữ liệu máy tính ở cấp độ tệp (trái ngược với cấp độ khối) được kết nối với mạng máy tính cung cấp quyền truy cập dữ liệu cho một nhóm khách hàng không đồng nhất. NAS chuyên phục vụ các tập tin bằng phần cứng, phần mềm hoặc cấu hình. Nó thường được sản xuất như một thiết bị máy tính  –    một máy tính chuyên dụng được xây dựng có mục đích. Hệ thống NAS là các thiết bị được nối mạng có chứa một hoặc nhiều ổ lưu trữ, thường được sắp xếp thành các thiết bị lưu trữ logic, dự phòng hoặc RAID. Lưu trữ gắn liền với mạng loại bỏ trách nhiệm phục vụ tệp từ các máy chủ khác trên mạng. Chúng thường cung cấp quyền truy cập vào các tệp bằng các giao thức chia sẻ tệp mạng như NFS, SMB hoặc AFP. Từ giữa những năm 1990, các thiết bị NAS bắt đầu trở nên phổ biến như một phương pháp chia sẻ tệp thuận tiện giữa nhiều máy tính. Lợi ích tiềm năng của lưu trữ gắn liền với mạng chuyên dụng, so với các máy chủ đa năng cũng phục vụ các tệp, bao gồm việc truy cập dữ liệu nhanh hơn, quản trị dễ dàng hơn và cấu hình đơn giản.
Các ổ đĩa cứng có tên "NAS" trong tên của chúng có chức năng tương tự như các ổ đĩa khác nhưng có thể có phần sụn khác nhau, khả năng chịu rung hoặc tản điện để làm cho chúng phù hợp hơn để sử dụng trong mảng RAID, thường được sử dụng trong triển khai NAS. Ví dụ, một số phiên bản ổ đĩa NAS hỗ trợ tiện ích mở rộng lệnh để cho phép khôi phục lỗi mở rộng bị vô hiệu hóa. Trong một ứng dụng không phải RAID, một ổ đĩa có thể rất quan trọng để đọc thành công một khối lưu trữ có vấn đề, ngay cả khi phải mất vài giây. Trong một mảng RAID được cấu hình phù hợp, một khối xấu duy nhất trên một ổ đĩa có thể được phục hồi hoàn toàn thông qua dự phòng được mã hóa trên toàn bộ RAID. Nếu một ổ đĩa mất vài giây để thực hiện thử lại liên tục, nó có thể khiến bộ điều khiển RAID đánh dấu ổ đĩa là "tắt" trong khi nếu nó chỉ trả lời kịp thời rằng khối dữ liệu có lỗi kiểm tra, thì bộ điều khiển RAID sẽ sử dụng dữ liệu dự phòng trong ổ đĩa để sửa lỗi và tiếp tục mà không có bất kỳ vấn đề nào. Ổ đĩa cứng SATA "NAS" như vậy có thể được sử dụng làm ổ cứng PC bên trong mà không có bất kỳ vấn đề hoặc điều chỉnh nào cần thiết, vì nó chỉ hỗ trợ các tùy chọn bổ sung và có thể có thể được xây dựng theo tiêu chuẩn chất lượng cao hơn (đặc biệt nếu có kèm theo trích dẫn cao hơn số MTBF và giá cao hơn) so với một ổ đĩa tiêu dùng thông thường.